# Der Schmied von Kochel

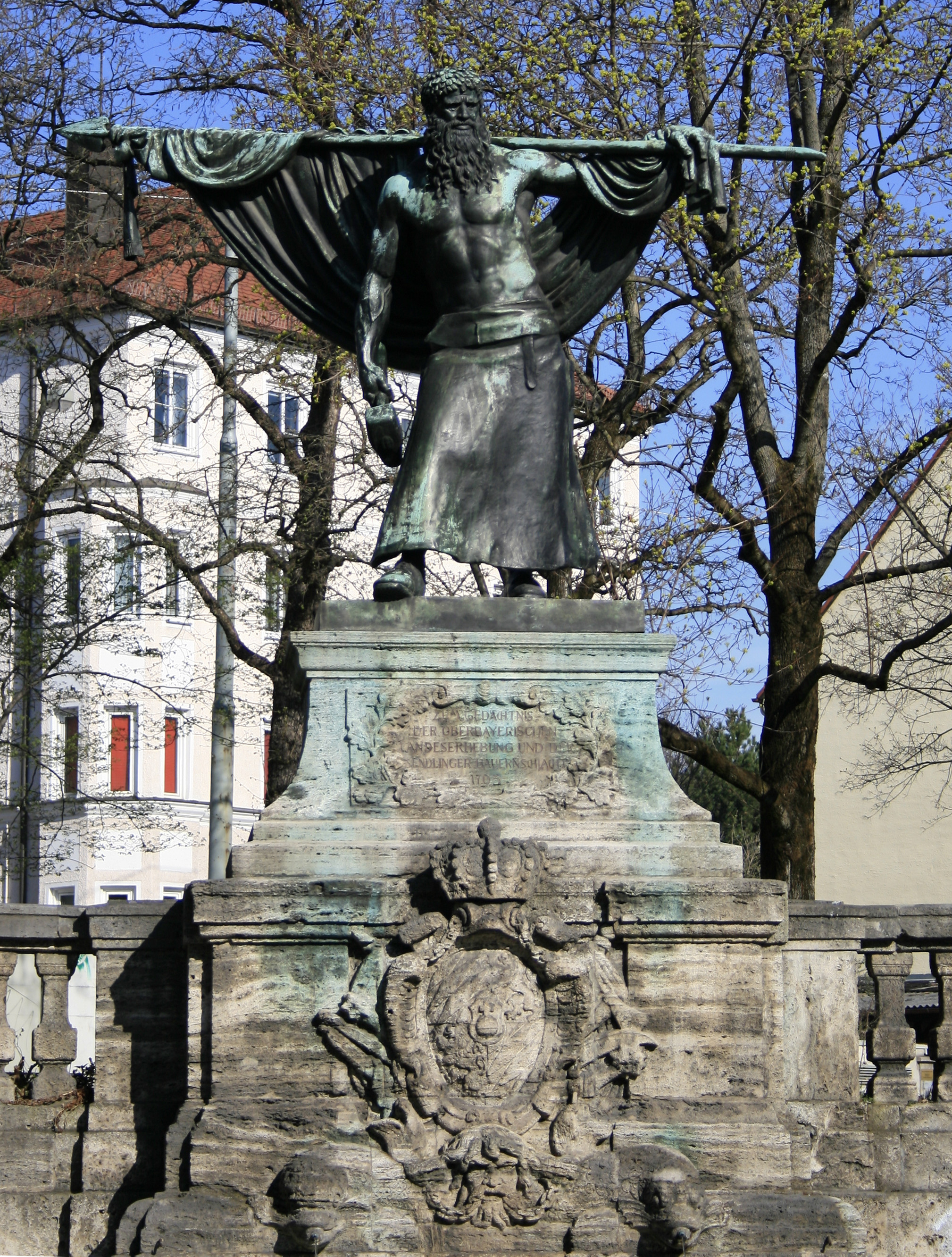
Das Schmied-von-Kochel-Denkmal an der Lindwurmstraße (München-Sendling) von Carl Ebbinghaus

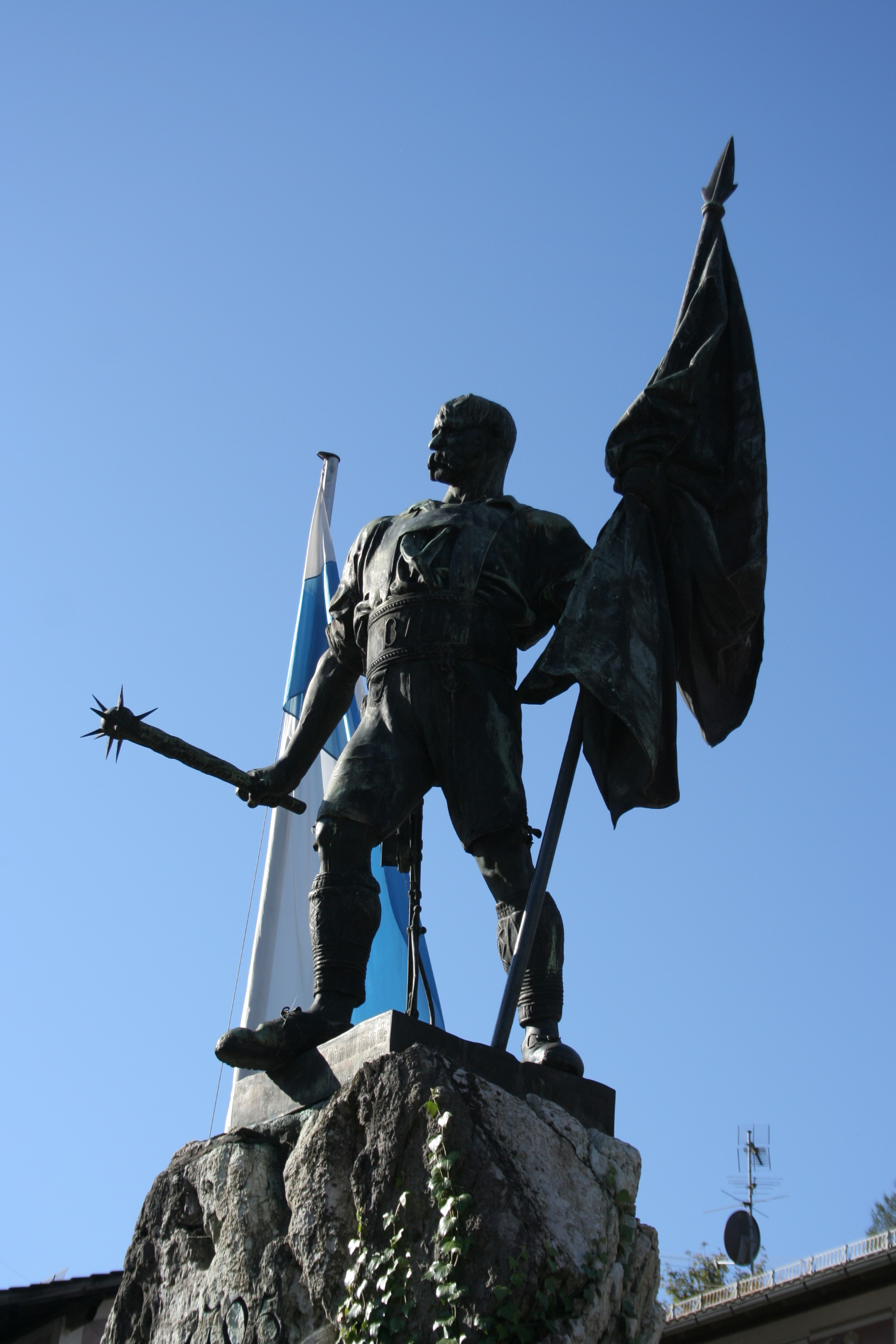
Denkmal von Anton Kaindl in Kochel am See

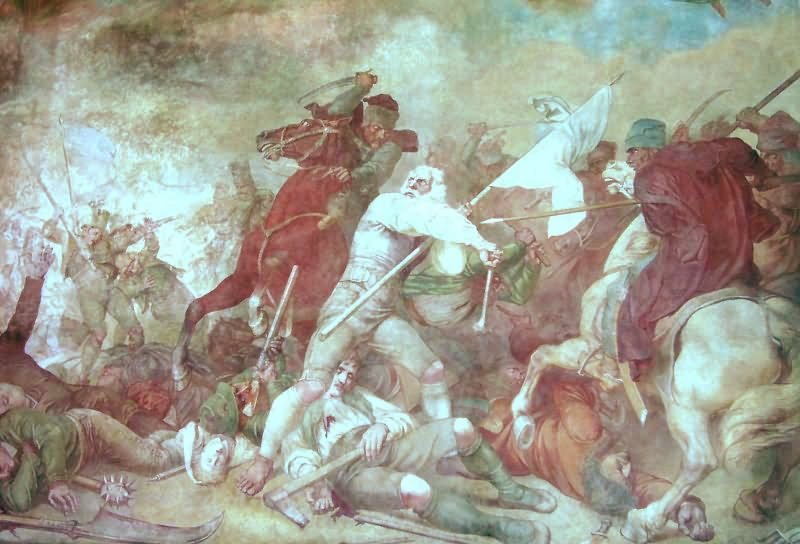
Die Sendlinger Bauernschlacht 1705, Detail aus dem Sendlinger Fresko von Wilhelm Lindenschmit dem Älteren (1830)

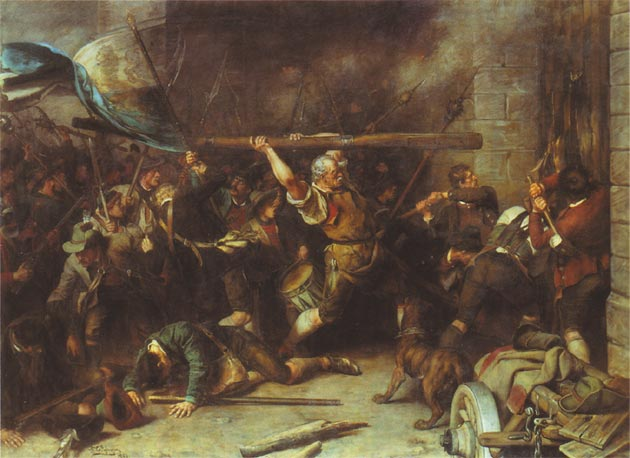
Erstürmung des Roten Turmes zu München durch den Schmied von Kochel am Weihnachtsmorgen 1705; Gemälde von Franz von Defregger (1881)

Der Schmied von Kochel ist eine sagenhafte Gestalt aus der bayerischen Geschichte, die vor allem in Oberbayern als Volksheld angesehen wird. Nach der Legende soll er Soldat im Großen Türkenkrieg gewesen sein. Nur mit einer Stange bewaffnet, soll er das Stadttor von Belgrad eingerammt haben. Eine vom Kurfürsten angebotene Belohnung für seine Heldentaten habe der Schmied abgelehnt.
Während der Besetzung Bayerns durch kaiserliche Truppen des Habsburgers Joseph I. im Spanischen Erbfolgekrieg soll er einer der Anführer des Bauernaufstandes gewesen sein, der in der Sendlinger Mordweihnacht (1705) gipfelte. Literarisch wird der Schmied von Kochel zu dieser Zeit als über 70-jähriger Mann von großer Statur und Kraft beschrieben. Für den Aufstand soll er sich eine über einen Zentner schwere, mit Nägeln gespickte Keule gefertigt haben. Am Abend des Massakers bei der alten Sendlinger Pfarrkirche kämpfte der Schmied in den Reihen der Aufständischen gegen die Besatzer und soll als letzter Mann gefallen sein.
Nach ihm wurde 1878 in Sendling die Schmied-Kochel-Straße benannt.

## Geschichte
Historische Forschungen haben ergeben, dass es sich beim Schmied von Kochel mit großer Wahrscheinlichkeit nicht um eine echte Person, sondern nur um eine Sage handelt, die geschaffen wurde, um die Niederlage erträglicher zu machen. Als Vorname des Schmieds wird Balthasar genannt, als Nachname wahlweise Mayer oder Riesenberger. Einen Balthasar Mayer (* 6. Januar 1644 in Waakirchen) gab es tatsächlich, er ist aber weder als Schmied, noch als Teilnehmer des Aufstands belegt.
Ein nachweislicher Teilnehmer der Schlacht in Sendling war der Schmied Balthasar Riesenberger (* in Bach bei Holzolling, heute Gemeinde Weyarn). Ob er das Vorbild der legendären Figur war und wie die Übertragung auf Kochel stattfand, ist ungeklärt. Gegen jeden Kochel-Bezug spricht auch, dass der Gerichtsbezirk Murnau, zu dem Kochel damals gehörte, gar nicht am Oberländer Aufstand teilnahm.
Im Gedenken an die Sendlinger Mordweihnacht und den Schmied von Kochel finden in Bayern regelmäßig Festspiele und Veranstaltungen zu diesem Thema statt.

## Der Schmied von Kochel in der Kunst

### Theater
Im Jahr 1851 wurde der Dreiakter Schmied von Kochel des Münchner Autors Felix Prüller uraufgeführt. Mit 51 Vorstellungen wurde das Stück ein großer Erfolg. Prüller überarbeitete es noch zweimal unter den Titeln Die Christnacht in München im Jahre 1705 und Die beiden Hafner, Vater und Sohn.
Die Prüllerschen Werke gerieten später in Vergessenheit, erst 1873 wurde der Stoff von Michael Schuster, einem Schreiner aus Benediktbeuern, wieder aufgenommen. Sein Der Schmied von Kochel wurde als Glasschuster-Stück bekannt und 1874 uraufgeführt. Nach weiteren Vorstellung in Kochel am See 1883 und 1884 bildete sich in Kochel eine Gruppe Laienschauspieler, die sich die Erzählung der Geschichte des Schmieds von Kochel auf die Fahnen schrieben. In den Jahren 1898, 1899 und 1900 wurde das Stück über 50 mal aufgeführt. Die Einnahmen wurden für die Errichtung des Schmied-von-Kochel-Denkmals auf dem Kocheler Dorfplatz (eingeweiht am 27. Mai 1900) verwendet.
Vom damaligen Zeitgeist getragen entstanden um die Thematik noch andere Dramen, so ein Fünfakter des Tölzer Historikers Prof. Johann Nepomuk Sepp oder das Drama Lieber bayerisch sterben in drei Akten von Karl Frey und Wilhelm Hagen, die aber nicht aufgeführt wurden.
1911 wurde das Volksschauspiel von Josef Ruederer in München uraufgeführt, wo es von den Kritikern verrissen wurde. Daraufhin ließ das Interesse am Schmied von Kochel nach, auch ein Wiederbelebungsversuch von 1928 scheiterte. Erst am 8. Mai 1938 wurde in Kochel mit dem Heimatspiel Schmied Balthes wieder ein Schmied-Stück aufgeführt, welches bis zum Ausbruch des Zweiten Weltkriegs im September 1939 lief.
Zum 250. Jubiläum der Sendlinger Mordweihnacht wurde 1955 erstmals nach dem Krieg wieder Der Schmied von Kochel gespielt. Nach einer Neuinszenierung 1980 formierten sich die Kocheler Schauspieler zu einem Theaterverein.

### Film
Der Regisseur Ernst Scheberg verarbeitete die Legende um den Schmied zu dem zweiteiligen Stummfilm Die Tragödie eines Volkes (Der Schmied von Kochel), der 1922 in die Kinos kam. 1929 brachte er die Aufnahmen erneut als Der Schmied von Kochel (Ein Held des Volkes) in den Verleih.

### Bildhauerei
Denkmäler für den Schmied von Kochel stehen auf dem Dorfplatz von Kochel am See und in München-Sendling.
Bei der Kocheler Skulptur handelt es sich um eine überlebensgroße Gusseisen-Statue auf einem Felsbrockenfundament. Das Denkmal wurde von Anton Kaindl geschaffen und am 27. Mai 1900 eingeweiht.
Gegenüber der Pfarrkirche St. Margaret in München-Sendling steht an der Isarhangkante am Ende der Lindwurmstraße eine 2,60 m hohe Bronzestatue des Schmieds auf einem steinernen Unterbau mit Brunnen und Treppenaufgang zur Isarhochterrasse. Nur mit einem Lederschurz bekleidet hält er mit der linken Hand die schwere Fahne über der Schulter und mit der rechten Hand einen nach unten geneigten Schmiedehammer. Angeregt wurde die Errichtung der Statue 1904 vom Archivrat Ernst von Destouches. 1905 wurde der Grundstein gelegt. Die Gestaltung der Skulptur übernahm Carl Ebbinghaus, die Architektur des gesamten Denkmals Carl Sattler. Am 12. August 1911 wurde das Denkmal unter großem Beifall der Bürger und Stifter der Stadtgemeinde Sendling und damit der Öffentlichkeit übergeben.

An der Böschungsmauer auf der rechten Seite der Lindwurmstraße, seitlich, ist die eigentliche Gedenktafel angebracht; auf ihr ist zu lesen:
"Den heldenmütigen Vaterlandsverteidigern - aus dem bayerischen Oberlande - und ihren Bundesgenossen - den Zimmerleuten aus der Au. -
dann den Münchner Bürgern - Joh. Jäger, Ratsherr. Joh. Sebastian Senser, Ratsherr.  - und Johann Georg Khindler, - sowie den churbayerischen Offizieren - Johann Clanze und Johann Georg Aberle - welche ihre Treue zu Fürst, Vaterland und Vaterstadt
- durch den Tod besiegelt.
- Zum immerwährenden Andenken!"
An der Vorderseite über dem Brunnenbecken sind einige Inschriften angebracht; zu lesen ist:
"Zum Gedächtnis - der oberbayerischen - Landeserhebung und der - Sendlinger Bauernschlacht - 1705"
Auf der Rückseite am Sockelrand, oben an der Hangkante ist zu lesen:
"Bei der II Hunderjahrfeier - der Sendlinger Bauernschlacht - gestiftet von der - Stadtgemeinde München - im Jahre 1906"

### Malerei
Der Mainzer Maler Wilhelm Lindenschmit der Ältere malte den Schmied 1830 als dominierende Gestalt eines kämpfenden Greises in die Mitte seines Freskos an der Sendlinger Kirche.
Ein populäres und häufig reproduziertes Gemälde des Schmiedes von Kochel schuf 1881 Franz von Defregger.

### Widerstand während des Nationalsozialismus
Die bayerisch-monarchistische Widerstandsbewegung, genannt Harnier-Kreis, verwendete den Schmied von Kochel als „Unterzeichner“ ihrer Flugschriften.